# NGC 7167
NGC 7167 في الفهرس العام الجديد، هي مجرة، تقع في كوكبة الدلو. اكتشفت في 29 يوليو 1834 بواسطة جون هيرشل.

## روابط خارجية
- NGC 7167 على موقع ويكي سكاي: DSS2, SDSS, GALEX, IRAS, Hydrogen α, X-Ray, Astrophoto, Sky Map, Articles and images